# 紀元前510年
紀元前510年（きげんぜん510ねん）は、ローマ暦の年である。
紀元前1世紀の共和政ローマ末期以降の古代ローマにおいては、ローマ建国紀元244年として知られていた。紀年法として西暦（キリスト紀元）がヨーロッパで広く普及した中世時代初期以降、この年は紀元前510年と表記されるのが一般的となった。

## 他の紀年法
- 干支 : 辛卯
- 日本
  - 皇紀151年
  - 懿徳天皇元年
- 中国
  - 周 - 敬王10年
  - 魯 - 昭公32年
  - 斉 - 景公38年
  - 晋 - 定公2年
  - 秦 - 哀公27年
  - 楚 - 昭王6年
  - 宋 - 景公7年
  - 衛 - 霊公25年
  - 陳 - 恵公24年
  - 蔡 - 昭侯9年
  - 曹 - 声公5年
  - 鄭 - 献公4年
  - 燕 - 平公14年
  - 呉 - 闔閭5年
- 朝鮮
  - 檀紀1824年
- ベトナム :
- 仏滅紀元 : 35年
- ユダヤ暦 : 3251年 - 3252年

## できごと

### ヨーロッパ
- アテナイの僭主ヒッピアスが、スパルタ王クレオメネス1世の支援を受けた民衆によって追放され、ペイシストラトス家の僭主政が終わる。
- スパルタ王アリストン（スパルタには二人の王がいる）の後継者として、デマラトスが即位（紀元前515年説あり）。
- アテナイの墓地で、石碑の建立に対する規制が始まる。（おおよその年代：紀元前430年頃まで。）

### 中国
- 呉が越を攻撃した。
- 周の敬王が富辛と石張を晋に派遣して、成周の城壁修築を依頼した。晋はこれを受け入れ、士弥牟（士景伯）の案をもとに諸侯を動員して工事がおこなわれ、韓不信が監督した。
- 曹の声公が、弟の姫通に殺害され、姫通が隠公として即位した。

## 誕生
- キモン - アテナイの将軍。（紀元前450年没）

## 死去
- アリュアンデス - アケメネス朝ペルシアのエジプト太守。ペルシアの君主ダレイオス1世によって処刑された。（生年不明）